# 오 (삼국)
오(吳, 229년 ~ 280년) 또는 동오(東吳), 손오(孫吳)는 후한이 멸망한 후, 삼국 중의 하나로 친자 3대에 걸쳐 구축되었다. 위촉오 삼국 가운데 가장 늦게 건국되었으나, 가장 오랫동안 존속하였고 가장 나중에 멸망하였다. 손견(孫堅)과 손책(孫策)의 맹활약으로 강동에 기반을 잡았고, 수성의 달인인 손권(孫權)을 통해 제국으로 발돋움했다. 
오나라는 비옥한 땅과 풍부한 인재를 갖추었으며, 잦은 군사적 진출 시도에서는 미흡한 성과를 거두었으나 외부의 침공에 대해서는 장강 등 천혜의 지형을 이용한 성공적인 방어전을 펼쳤다. 또한 상황에 따라 촉한(蜀漢) · 위(魏)와 화평을 맺는 유연한 외교술을 펼쳤다. 그러나 손권 사후 계속되는 권력 다툼과 내분으로 힘이 약화되었고, 결국 마지막 황제인 손호(孫皓)가 서진(西晉)의 사마염(司馬炎)에게 항복함으로써 삼국 시대는 그 끝을 맺는다.  한편, 오나라 건국 이후 이른바 육조 시대 동안 강남 개발이 본격화되었다.

## 역사
동오는 황룡 원년(229년), 대제 손권이 국왕으로 즉위한 이후 천기(天紀) 4년(280년) 진에 항복하기까지 4대 52년에 걸친 왕국이다. 동오의 손권은 위나라의 무제 조조 · 촉한의 소열제 유비와 비교하면 이미 손견과 장사환왕 손책이 쌓아올린 기반이 있어 처음부터 혜택받은 인물이었다. 동오의 시조가 되는 손견은 일찍이 이 지방에서 이름을 떨친 춘추 시대의 병법가 손무의 후손이라고도 하며, 17살 때 해적을 퇴치해 일약 유명한 인물이 된다. 그리고 중앙 정부에서 관리가 되어 각지의 반란 진압을 맡고, 명망 높은 원술의 후원 아래에서 반동탁 연합군에도 가세하지만 초평(初平) 3년(192년) 형주자사 유표를 공격하던 중에 허무하게 죽고 만다. 당시 손견은 일개 태수에 불과해 손견이 죽은 다음에는 영지와 병사 모두 원술에게 흡수되었다. 그렇지만 전장에서 수많은 무공을 세움으로써 세상에 손씨의 존재가 널리 알려지게 되었고, 황개 · 정보 · 주치 등과 같은 신하는 계속해서 맏아들 손책을 받들었다.
장사환왕 손책은 실질적인 동오의 창업왕라고도 할 수 있는데, 처음에는 원술 밑에서 몸을 의지하고 있었다. 이후 강동에 기반을 쌓고 독립해, 친구 주유와 협력해 세력을 확대해 갔다. 장사환왕 손책은 성격이 활발하고 기꺼이 남의 의견을 잘 받아들였으므로 그 당시 장소(張昭) · 장굉 · 태사자 · 여몽 · 주태(周泰) · 장흠 등과 같은 문무 관리가 수하에 들어왔다. 그러나 건안(建安) 5년(200년), 손책은 자신이 죽인 오군태수(吳郡太守) 허공의 밑에 있던 식객의 손에 의해 26살의 젊은 나이로 죽고 만다(다른 이야기로는, 신료들이 자신보다 도사 우길을 더 존경한다는 이유로 우길을 처형하였는데, 우길의 원혼에 시달리다가 병사했다고도 한다). 손책은 임종을 맞을 때 동생 손권에게 후사를 부탁하며 “군세를 이끌고 싸우는 것이라면 내가 더 낫다. 그러나 현자를 발탁하여 나라를 지켜내는 일은 네가 더 낫다”라고 유언한다. 그리고 내정에는 장소, 군사에는 주유를 각각 보좌역으로 선정해 손책의 유언대로 오나라가 운영되어갔다.
이리하여 겨우 19살 때 대제 손권은 동오의 후왕이 되었다. 흔히 정권 교체기에는 휘하의 신하가 무더기로 퇴출당하는 게 일반적이었지만, 대제 손권은 장사환왕 손책의 신하를 그대로 물려받았다. 중요 인물인 장소와 주유가 솔선수범해 대제 손권에게 충성을 바친 것도 이유였지만, 역시 젊은 손권이 위업을 이룰 인물이라고 판단했기 때문이다. 손권의 치세에는 노숙 · 제갈근 · 감녕 · 서성 등의 인재들도 가세하였다. 건안 13년(208년), 유비와 연합해 천하 통일을 노리는 조조의 야망을 적벽에서 분쇄하였다. 그 뒤 유비와 형주 영유권을 둘러싸고 대립하다가 건안 24년(219년), 관우를 공격해 형주에서 양측이 나눠 가지던 영역을 독점했다. 그 사이 조조에게 순응해 신하의 예를 갖추었다. 황초 2년(221년), 촉한이 오나라를 침공하자 육손을 파견해 이를 저지하지만 이듬해 유비와 화해해 국교를 수복했다. 권모술수가 팽배한 당시의 난세에서 손권의 이러한 유연한 외교술은 오나라에 큰 도움이 되었다. 황룡 원년(229년), 손권은 마침내 제위에 올라 황제가 되었다. 동오는 또한 해상 무역에도 적극적이었다.
그러나 손권은 황제를 칭한 후 점차 독단적이고 어리석은 모습을 보여주었다. 중신들의 만류를 무릅쓰고 공손연과 화친하려 했다가 사자의 목숨과 예물만 빼앗겼으며, 단주(亶州)와 이주(夷州)의 주민을 잡아와 인구를 늘리려 했으나 사로잡은 사람들에 비해 보냈다 죽은 군사가 많아 큰 손해를 보았다. 결정적인 것은 후계자 선정 실패로, 오나라를 쇠퇴에 빠트려 결국 멸망길에 들어서게 되는 원인이 되었다.
태자 손등이 손권 재위 중에 죽자 손권은 손화를 새로운 태자로 내세우지만, 동시에 손화의 동생 손패도 아껴 노왕(魯王)으로 봉하고 태자와 동등하게 취급했다. 그래서 신하들도 손화파와 손패파로 갈라져 서로 싸우게 된다. 당시 승상인 육손이 “적자와 서자 사이에는 마땅히 차별을 두어야 한다”고 간언하지만, 손권은 듣지 않고 오히려 손패파의 참언을 믿어 육손은 유형에 처해지고 곧이어 분사하고 만다. 이 권력 투쟁에서 유능한 신하 수십 명이 방출되거나 처형되었다. 적오(赤烏) 13년(250년), 손권은 손화를 태자 자리에서 내쫓고 동시에 태자로 즉위하려고 한 손패에게 자결을 명해 결국 막내아들인 손량을 태자로 세우기로 결정했다. 그러나 파벌 양쪽을 중벌에 처한 손권의 이와 같은 노력에도 불구하고, 이미 손권 자신의 결단으로 인한 손화파와 손패파의 대립으로 촉발된 신하들 간의 파벌 싸움은 폐제 시대까지 피로 피를 씻는 꼴로 이어져 나라를 혼란에 빠트렸다. 2년 후 손권은 아직 10살밖에 되지 않은 손량을 남기고 죽고 만다.
그 후 손량의 치세에 정권을 장악한 제갈각은 처음에는 선정을 펼쳐 널리 민심을 얻고, 동흥 전투에서 승전하여 그 명망이 한때 드높았다. 그러나 그로 인해 교만해져 20만 대군을 무리하게 징발하여 합비신성을 공격하였다가 대패하여 민심을 잃었고, 돌아와서는 자기 실패를 가리는 데 급급하고 다시 출정하려 하여 동료들을 두렵게 했다. 마침내 손준이 손량과 공모하여 제갈각을 죽이고, 손준은 실권을 쥐고 제갈각을 능가하는 만행을 벌여 오나라는 더욱 어지러워졌다. 손준이 죽자 그 권세는 손준의 종제 손침에게 넘어갔으나 손침의 정치는 손준과 다를 것이 없었으며, 더욱이 제갈탄의 난을 효과적으로 돕기는커녕 오히려 패퇴를 거듭하고 마침내 제갈탄을 지켜내지 못했으므로 원성이 자자했다. 영안 원년(258년), 손량은 실권을 장악한 손침을 주살하려다가 실패하였다. 손침은 손량을 내쫓고 폐제의 형이며 손권의 여섯째 아들인 손휴를 황제로 옹립하니 곧 오 경제(景帝)다. 경제는 손침과 대립하던 끝에, 장포 · 정봉(丁奉)과 모의해 그를 체포해 처형한다.
경제는 즉위 초기에는 조세를 감면하고, 과거 제도와 유사한 관리 등용 제도를 실시하는 등 오나라를 개혁해 보고자 하였으나 말년에는 측근 장포와 복양흥(濮陽興)에게 정무를 위임했으며, 장포와 복양흥 역시 비교적 악정을 펼쳤으므로 원망이 높았다. 원흥 원년(264년), 경제가 죽고 때마침 촉한의 멸망과도 겹쳤기 때문에 이 기회에 훌륭한 황제를 세워 거국일치로 오나라를 융성시키려 했다. 이때 지목된 사람이 바로 앞서 태자에서 폐위된 손화의 아들 손호이다. 그런데 황제가 된 손호는 성질이 포악하고 오만방자해 대사면을 연발하는 한편, 손휴의 아들 완(𩅦), 굉(𩃙), 망(壾), 보(𠅨)를 잡아들여, 완과 굉을 죽였다. 더구나 연회 자리에서 신하들을 취하게 만들어 허튼 언동을 하는 자는 그 자리에서 죽이고, 안면을 벗겨내거나 눈을 도려내는 잔인한 행위를 서슴지 않고 자행했다. 또 간신 하정 · 잠혼(岑昏)을 총애하고, 백성들을 가혹한 노역으로 내몰았기 때문에 민심은 급속도로 나빠져갔다. 280년 진나라가 오나라를 침공하자 손호는 어이없이 그대로 항복하여, 중국대륙은 통일되어 삼국시대가 막을 내리게 된다.

## 군사
세병제를 채택하고 있으며 일부 관리들은 사병을 소유하고 있었다. 아무래도 세병제를 취하다 보니 인구에 비해 굉장히 많은 병사를 갖고 있었다. 총병력은 23만~30만정도로 추측된다

### 육군
오나라의 육군은 삼국 중에 가장 약하다고 할 수 있다. 워낙 수군으로 승부를 보는 나라라서 그런다.

#### 기병
오나라 또는 촉나라를 좋아하는 삼국지 덕후들도 위나라 기병이 압도적으로 강하다는 것은 아마 대부분 부정할 수 없을 것이다. 넓은 평야가 많은 위나라에 비해 촉나라나 오나라는 산악지대가 많기 때문이다. 적벽대전, 낙곡대전, 조비의 남정 등의 위나라의 원정이 대부분 패한 걸 보면 위나라의 기병이 촉이나 오의 산악지대에 적응하지 못한 것에 있다는 것을 알 수 있다. 원정이 있거나 산월족의 압박이 거세질 때 가끔씩 기병의 수를 늘리기는 했지만 전체적으로는 기병보다는 보병의 비중이 높다.

#### 보병
오나라는 생각보다 보병이 강한 나라이다. 워낙 산악지대가 많아 나무가 많이 생산되기 때문에 방패, 활 등을 재질 좋은 나무를 사용해 만든다. 또한 적군 기병을 막을 수 있는 여러 전술들이 체계적으로 훈련되어있다. 이릉대전이나 석정전투같은 대규모 전투의 어려운 전술을 병사들이 소화할 수 있는 것을 보면 알 수 있다. 그러나 이궁의 변, 무창 천도 등으로 불필요하게 국력이 소모되어 시간이 흐를수록 오나라의 보병이 약해졌다. 멸망 직전에 손호가 향락과 여자에 빠지자 유능한 인재 육항은 남은 병력을 데리고 국경지대에 배치하였다. 이때 5년 이상 버틴 걸 보면 오나라의 보병이 장난이 아니라는 것을 알 수 있다.

### 수군
오나라의 수군은 삼국 중 가장 강하다. 촉나라는 장강에 주둔하는 극소량의 수군 빼고는 별다른 수군이 없으니 수군 자체가 없는 것과 마찬가지이고 위나라도 수군의 질이 떨어진다. 오나라 수군은 손책 때부터 강했다. 손책이 양주를 취하고 수군에 전폭적인 지원을 하여 수군이 강해졌다. 그 이후 오나라 수군 전력은 크게 변하진 않았다. 적벽대전이 오나라 수군 최고의 전투였다.

## 역대 군주
| 대수  | 묘호                            | 시호                                                           | 성명       | 연호 | 재위기간      | 능호           |
| ----- | ------------------------------- | -------------------------------------------------------------- | ---------- | --- | ------------- | -------------- |
| -     | 오 시조 (吳始祖) (오 대제 추숭) | 무열황제 (武烈皇帝)                                            | 손견(孫堅) | - | -             | 고릉(高陵)     |
| -     | -                               | 장사환왕 (長沙桓王) (오 대제 추숭)                             | 손책(孫策) | - | -             | -              |
| -     | -                               | 오왕 (吳王)                                                    | 손권(孫權) | 황무(黃武) 222년 ~ 229년 | 220년 ~ 229년 | -              |
| 제1대 | 오 태조 (吳太祖)                | 대황제 (大皇帝)                                                | 손권(孫權) | 황룡(黃龍) 229년 ~ 231년 가화(嘉禾) 232년 ~ 238년 적오(赤烏) 238년 ~ 251년 태원(太元) 251년 ~ 252년 신봉(神鳳) 252년                                                                            | 229년 ~ 252년 | 장릉(蔣陵)     |
| 제2대 | -                               | 폐황제 (廢皇帝) (유주(幼主)) (회계왕(會稽王)) (후관후(候官侯)) | 손량(孫亮) | 건흥(建興) 252년 ~ 253년 오봉(五鳳) 254년 ~ 256년 태평(太平) 256년 ~ 258년 | 252년 ~ 258년 | 관후묘(官侯墓) |
| 제3대 | -                               | 경황제 (景皇帝)                                                | 손휴(孫休) | 영안(永安) 258년 ~ 264년 | 258년 ~ 264년 | 정릉(定陵)     |
| -     | -                               | 문황제 (文皇帝) (오 말제 추숭)                                 | 손화(孫和) | - | -             | 명릉(明陵)     |
| 제4대 | -                               | 말황제 (末皇帝) (오정후(烏程侯)) (귀명후(歸命侯))              | 손호(孫皓) | 원흥(元興) 264년 ~ 265년 감로(甘露) 265년 ~ 266년 보정(寶鼎) 266년 ~ 269년 건형(建衡) 269년 ~ 271년 봉황(鳳凰) 272년 ~ 274년 천책(天冊) 275년 ~ 276년 천새(天璽) 276년 천기(天紀) 277년 ~ 280년 | 264년 ~ 280년 | -              |

## 연표
| 서력  | 사건                                                  |
| ----- | ----------------------------------------------------- |
| 156년 | 손견 태어남.                                          |
| 184년 | 손견, 황건적을 토벌함.                                |
| 190년 | 손견, 반동탁 연합군에 가담.                           |
| 192년 | 손견, 유표 공격 중 전사. 아들 손책이 뒤를 이음.       |
| 194년 | 손책, 원술 밑에 몸을 의지함.                          |
| 197년 | 손책, 원술이 황제를 칭하자 절교.                      |
| 200년 | 손책, 자객의 습격을 받아 죽음. 동생 손권이 뒤를 이음. |
| 208년 | 손권, 유비와 합심해 적벽에서 조조를 격파.             |
| 209년 | 유비가 손권의 여동생을 아내로 삼음.                   |
| 213년 | 조조와 유수에서 전투를 벌임.                          |
| 215년 | 합비에서 장료의 기습을 받아 대패.                     |
| 217년 | 손권, 조조와 화전함.                                  |
| 219년 | 손권, 관우를 죽이고 형주를 평정.                      |
| 221년 | 손권, 오왕으로 봉해짐.                                |
| 222년 | 촉한과 국교 수복.                                     |
| 223년 | 위나라와 국교 단절.                                   |
| 228년 | 육손, 석정에서 조휴를 격파.                           |
| 229년 | 손권, 황제를 칭함.                                    |
| 241년 | 태자 손등이 죽음. 손화를 태자로 책봉.                 |
| 250년 | 태자 손화를 폐하고, 손량을 태자로 책봉.               |
| 252년 | 손권 승하. 손량 즉위.                                 |
| 257년 | 제갈탄의 반란에 원군을 보내나, 진압됨.                |
| 258년 | 손량 폐위. 손휴 즉위.                                 |
| 264년 | 손휴 승하. 손호 즉위.                                 |
| 280년 | 진나라의 침공을 받고 멸망.                            |

## 같이 보기
- 삼국 시대 (중국)
- 위 (삼국)
- 촉한
- 고구려의 대외 관계#오(吳)